# Miss Carrott
Série Anne Shirley
Anne of Windy Poplars (1940)
Pour plus de détails, voir Fiche technique et Distribution.
Miss Carrott (titre original : Anne of Green Gables) est un film américain en noir et blanc réalisé par George Nichols Jr., sorti en 1934. 
Il s’agit de la deuxième adaptation au cinéma du roman pour la jeunesse Anne… la maison aux pignons verts (1908) de Lucy Maud Montgomery. La première adaptation date de 1919.
Une suite sera tournée en 1940, toujours avec l'actrice Anne Shirley dans le tôle-titre : Anne of Windy Poplars, basé sur le quatrième roman du même nom écrit par Lucy Maud Montgomery, publié en 1936.

## Synopsis
Marilla et Matthew Cuthbert, un frère et une sœur, avaient demandé à l'orphelinat de leur envoyer un garçon pour les aider dans les travaux des champs. Quand, par erreur, une fille arrive à la place du garçon, Marilla veut d'abord la renvoyer, mais Anne, fillette attachante et peu ordinaire, finira par être acceptée par Marilla, Matthew et tous les villageois.

## Fiche technique
- Titre : Miss Carrott
- Titre original : Anne of Green Gables
- Réalisation : George Nichols Jr.
- Scénario : Sam Mintz, d’après le roman Anne… la maison aux pignons verts de Lucy Maud Montgomery (1908)
- Musique : Max Steiner, Alberto Colombo, Roy Webb
- Photographie : Lucien Andriot
- Montage :	Arthur P. Schmidt
- Costumes : Walter Plunkett
- Producteur : Kenneth Macgowan
- Société de production :
- Société de distribution : RKO Pictures
- Pays de production :  États-Unis
- Langue : anglais américain
- Format : noir et blanc — 35 mm — 1,37:1 — son : mono (RCA Victor System)
- Genre : comédie dramatique familiale
- Durée : 78 minutes
- Dates de sortie :
  - États-Unis : 23 novembre 1934
  - France : 15 mars 1935

## Distribution
- Anne Shirley[1] : Anne Shirley
- Tom Brown : Gilbert Blythe
- Helen Westley : Marilla Cuthbert
- O. P. Heggie : Matthew Cuthbert
- June Preston : Mme Blewett's Daughter
- Sara Haden : Mme Rachel Barry
- Murray Kinnell : M. Phillips, the Teacher
- Gertrude Messinger : Diana Barry
- Charley Grapewin : Dr Tatum
- Hilda Vaughn : Mme Blewett
- George Offerman Jr. : Herbert Root (uncredited)
- Paul Stanton : Dr Terry (non crédité)

## À noter
- Après le grand succès inattendu remporté par le film, l'actrice Dawn O'Day changera son nom de scène en Anne Shirley.